# RBC in het seizoen 1969/70
Het seizoen 1969/1970 was het 16e jaar in het bestaan van de Roosendaalse betaaldvoetbalclub RBC. De club kwam uit in de Tweede divisie en eindigde daarin op de eerste plaats. Tevens deed de club mee aan het toernooi om de KNVB beker, hierin werd in de tweede ronde verloren van Go Ahead (0–3).

## Wedstrijdstatistieken

### Tweede divisie
|       | AGOVV | Baronie | SC Drente | EDO   | Eindhoven | Gooiland | Heerenveen | Hermes DVS | Limburgia | NOAD  | PEC   | Roda JC | Velox | FC VVV | Wageningen | ZFC   |
| ----- | ----- | ------- | --------- | ----- | --------- | -------- | ---------- | ---------- | --------- | ----- | ----- | ------- | ----- | ------ | ---------- | ----- |
| Thuis | 1 – 0 | 0 – 1   | 2 – 0     | 7 – 0 | 0 – 4     | 0 – 0    | 1 – 1      | 1 – 1      | 3 – 1     | 1 – 1 | 0 – 0 | 3 – 0   | 2 – 1 | 1 – 0  | 1 – 0      | 1 – 0 |
| Uit   | 0 – 2 | 0 – 0   | 0 – 0     | 1 – 2 | 1 – 2     | 2 – 1    | 1 – 0      | 0 – 1      | 2 – 0     | 0 – 1 | 1 – 1 | 1 – 0   | 3 – 0 | 1 – 1  | 7 – 0      | 4 – 4 |

### KNVB beker
| 1e ronde                                     | RBC                                                     | 4 – 1 (3 – 0) | Fortuna SC        |
| 19 oktober 1969 Plaats: Roosendaal De Luiten | Frie Nouwens 2', 70' Ben Redel 22', 30'                 |               | 80' Louis Dullens |
| 2e ronde                                     | Go Ahead                                                | 3 – 0 (2 – 0) | RBC               |
| 1 maart 1970 Plaats: Deventer Vetkampstraat  | Oeki Hoekema 21' Gerrie de Goede 38' Pierre van Hal 53' |               |                   |

## Statistieken RBC 1969/1970

### Eindstand RBC in de Nederlandse Tweede divisie 1969 / 1970
| Stand | Gespeeld | Gewonnen | Gelijk | Verloren | Punten | Doelpunten voor | Doelpunten tegen |
| ----- | -------- | -------- | ------ | -------- | ------ | --------------- | ---------------- |
| 7e    | 32       | 14       | 10     | 8        | 38     | 39              | 34               |

### Topscorers
| #                | Naam                 | Goal |
| ---------------- | -------------------- | ---- |
| 1.               | Ben Redel            | 10   |
| 2.               | Fred Gillissen       | 8    |
| 3.               | Johan van de Boom    | 6    |
| 4.               | Pierre van Hal       | 4    |
| 4.               | Frie Nouwens         | 4    |
| 6.               | Johan den Haan       | 2    |
| 6.               | Frans Salawane       | 2    |
| 8.               | Henk van de Ven      | 1    |
| 8.               | Louis Verstraten     | 1    |
| Eigen doelpunten |                      |      |
| 1.               | Arie Beekman (AGOVV) | 1    |
| Totaal           | Totaal               | 39   |

| #      | Naam         | Goal |
| ------ | ------------ | ---- |
| 1.     | Frie Nouwens | 2    |
| 1.     | Ben Redel    | 2    |
| Totaal | Totaal       | 4    |

## Voetnoten
AGOVV · Baronie · SC Drente · EDO · Eindhoven · Gooiland · Heerenveen · Hermes DVS · Limburgia · NOAD · PEC · RBC · Roda JC · Velox · FC VVV · Wageningen · ZFC